# 大文字
大文字（おおもじ、英: capital letter, majuscule, upper case）は、ギリシア文字やそれから派生した文字体系で、文頭や固有名詞の最初などに使う大きな字形の文字である。もともとこれらの文字では文章を大文字のみで記述していたが、筆記を簡単にするために角を丸めたりした文字から小文字が現れると、大文字と小文字がひとつの文・単語の中で混在して用いられるようになった。
大文字と小文字の区別がある文字体系は、ギリシア文字・ラテン文字・キリル文字・アルメニア文字・デザレット文字などである。グルジア文字のフツリ（Khutsuri）には大文字のみがある。
capitalは「最初の」「第一の」といった意味を持つ形容詞であるが、例えば「capital A」は「大文字のA」を意味する。upper caseは主にコンピュータ分野でよく使われる表現であり、活版印刷に由来する。

## 頭文字が大文字になる場合
単語の特定の文字（ほとんどは語頭の1文字だが例外もある）で大文字が使われるのは、次のような場合である。
- 多くの言語体系で語頭に大文字を用いる場合
  - 文のはじめ
  - 人名に由来する単位記号
    - 例: Pa（パスカル）、Gy（グレイ）、Gal（ガル）、Torr（トル）など

  - 固有名詞
- 個別の言語体系で語頭に大文字を用いる場合
  - ドイツ語などではすべての名詞
  - 英語などでは、固有形容詞
  - フランス語などでは人をあらわす住民の呼称（demonym）、「○○人」。または、男性形で言語名。なお、同じ語をすべて小文字で書くと形容詞となる。
  - 英語・ギリシア語などにおける曜日名・月名
  - ポルトガル語の月名は、ブラジルのみ小文字、ポルトガルやアフリカなどでは大文字。
  - 英語における題名の語頭（接続詞・前置詞・冠詞などを除く）
    - 例: My Fair Lady（マイ・フェア・レディ）、The Postman Always Rings Twice（郵便配達は二度ベルを鳴らす）、Gone with the Wind（風と共に去りぬ）、Strange Case of Dr Jekyll and Mr Hyde（ジキル博士とハイド氏）

  - 英語の一人称代名詞の主格I（アイ）、ドイツ語のSieなど一部の代名詞、特に敬称。英語において、文頭以外のHe・His、その他Him、Himselfと表記される場合、神（一般的にはキリスト教におけるもの）の代名詞である。

このような場合に大文字になるのは、通常、語頭の1文字である。なお、ベトナム語で固有名詞を表記する場合、語頭の1文字だけでなく、区切り（音節）ごとの初めの1文字を大文字で書くことが、現在では主流である。また、前置詞や冠詞に由来する部分がハイフンやアポストロフィで結ばれている語は語頭が大文字では書かれず、ハイフンやアポストロフィの次の1文字目が大文字で書かれる。ハイフンやアポストロフィが取れて完全に1語になったときは、それに語頭を加えた2文字が大文字で書かれることがある（例: DeForest、McCartneyなど。後述のキャメルケースも参照）。
大文字化のスタイルは言語に依存する。トルコ語では、i の大文字は İ であり、I は ı の大文字である。オランダ語の IJ は文頭に来る場合、両方を大文字で書く（例: IJzer is een metaal. 「鉄は金属である」）。一方、ウェールズ語・チェコ語の Ch、ハンガリー語（ハンガリー語アルファベット）、南スラヴ語群のラテン文字表記（ガイ式ラテン・アルファベット）、以前のスペイン語の Ch, Llなどは1文字として扱う合字でも最初の文字だけを大文字にする。
商品名などでは、単純なルールにのっとっていないことがある。また、近年の英語圏では、小文字が柔らかい印象を与えることから、若者を中心にメールやSNSなどで自分の名前をすべて小文字で書くことを好む者も多い。しかし、すべて小文字で表記してしまうと意味が変わってしまう単語もあり、固有名詞なのか、それとも一般名詞なのかを文脈によらず区別できるようにするためには、大文字・小文字を正しく使い分けるべきである。ビジネスシーンなど、フォーマルな場面において名前をすべて小文字で表記すると、失礼にあたるときもある。

## 全てが大文字になる場合
そのほか、特別な場合には、単語の文字すべてを大文字で書くことも行われる。
- 頭字語は普通、大文字で書かれる。
- フランスなどでは、人名で姓名を明示するとき、姓の全文字を大文字で書くことがある。
- 日本語など姓名の順が欧米と異なる人名を原語のままの順で書くとき、姓を明示するため全て大文字で書き、名は頭文字のみ大文字で書くことがある。日本の公用文等では姓-名の順に書くと定められており、姓を全て大文字で表記する[7]。
- 見出しなど強調のため、また小説などで大声で叫んでいる場面において文を全て大文字で書くことがある。
  - 英文において全文を大文字で表記すると「叫び散らし」の印象に受け取られることもある（詳しくはオールキャップスを参照）。
- 注意書きなどで、注意を喚起するため文中のNOTなど重要な一語のみを全て大文字で書くことがある。
- アメリカン・コミックスに代表される、英語圏の漫画作品では、表紙のタイトルや本文のセリフ・描き文字はすべて大文字で表記されることが多い。
- コンピュータの処理能力や記憶容量が乏しかった時代には、ラテン文字のうち大文字しか扱えないシステムが多かった。
  - 小文字ではなく大文字が採用された理由として、「大文字はヨーロッパ全土で古くから使われており、文化や文体が違っても理解できる」「現代のディスプレイへの出力やプリンターからの印刷とは異なり、可読性が低い低画質な出力を行っても大文字は読みやすい」「全て小文字で記載された文章に不快感を示す人もいる可能性がある」という意見もある[8]。
- ブランドロゴなどは力強さ・バランスなどの観点から、すべて大文字でデザインされることもある。例えばAMD Radeonブランドの「RADEON」ロゴなど[9]。通常の文中では先頭のみ大文字の商標[10]「Radeon」とされるが、かつて（旧ATI時代）は文中でも「RADEON」と大文字表記されることがあった[11]。一方、NVIDIAの企業ロゴは「nVIDIA」となっており先頭にのみ小文字が使われるが、通常の文中ではすべて大文字の「NVIDIA」となっている[12][13]。
- 社名や商号については『The Economist』や『The New York Times』などの英文誌でも「Toyota」「Yanmar」「Panasonic」「Sony」など2文字以降は小文字表記とされているにもかかわらず、日本企業の発信する投資家関連情報などの英文資料には自社の商号が一律に大文字のみで表記されることがあり、これが英語読者には妙に不自然な「ビジネススーツに下駄ばき」の印象を与えているともされている。[要出典]
- アメリカ海軍では、連絡や指示など通信文書について、「全文大文字」の規定が存在した。小文字のキーがなかったテレタイプ端末時代からの慣習である。2013年6月15日、この規定は撤廃された[14]。
- スモールキャピタルでは小文字のかわりに、小さめの大文字を使用する。

## タイトルケース
大文字と小文字は文字の属性だが、アッパーケースとローワーケースという用語は単語に対しても使える。この場合、単語の全ての文字を大文字にすることがアッパーケースであり、単語の先頭のみを大文字化することをタイトルケース（英: title case）と呼ぶ。
通常、文字には大文字と小文字だけがありタイトルケースはないが、頭文字が大文字になる場合で挙げたチェコ語 ・ハンガリー語・南スラヴ語群のラテン文字表記などの合字にはタイトルケースがある。
Apple Musicのガイドラインでは、タイトルのすべてを大文字にすることや、すべてを小文字にすることを両方とも禁止している。

## キャメルケース

キャメルケース（CamelCase）のイメージ。ラクダ（camel）のこぶに見えることから名付けられた。

複合語やフレーズ、文をひと綴りとして、各構成語（要素語）の最初の文字を大文字で書き表すことを「キャメルケース」または「パスカルケース」などという。これらの用語が定義される以前から、mixed caseなどの名前でも呼ばれていた。
もとは、McDonald（マクドナルド）などの人名（姓）にみられるものだったが、固有名詞としての検索性の高さなどから、商号・商標・サービス名等に広く用いられるようになっている（例: PlayStation、iPhone、BlackBerry、Microsoft OneDrive、YouTube）。
また、コンピュータープログラミングにおいて、識別子の命名規則として用いられることがある（例: LocalDateTime、getMonthValue）。